# ボンボン (サントメ・プリンシペ)
ボンボン（Bombom）は、サントメ・プリンシペ領プリンシペ島の北部に位置する村。
小規模な学校と教会がある。